# Arangina
Genre
Arangina est un genre d'araignées aranéomorphes de la famille des Dictynidae.

## Distribution
Les espèces de ce genre sont endémiques de Nouvelle-Zélande.

## Liste des espèces
Selon World Spider Catalog (version 26, 11/07/2025) :
- Arangina cornigera (Dalmas, 1917)
- Arangina pluva Forster, 1970

## Systématique et taxinomie
Ce genre a été décrit par Lehtinen en 1967 dans les Dictynidae.

## Publication originale
- Lehtinen, 1967 : « Classification of the cribellate spiders and some allied families, with notes on the evolution of the suborder Araneomorpha. » Annales Zoologici Fennici, vol. 4, p. 199-468.